# Elaphoglossum macrophyllum
Elaphoglossum macrophyllum är en träjonväxtart som först beskrevs av Ki., och fick sitt nu gällande namn av Christ. Elaphoglossum macrophyllum ingår i släktet Elaphoglossum och familjen Dryopteridaceae. Utöver nominatformen finns också underarten E. m. schmalzii.